# Ramsey St Mary's
Ramsey St Mary's är en by i Cambridgeshire i England. Byn är belägen 34 km 
från Cambridge. Orten har 893 invånare (2015).